# Sparkle (film 2012)
Sparkle – amerykański film biograficzny z 2012 roku w reżyserii Salima Akil. Wyprodukowany przez TriStar Pictures. Jest to remake filmu Sparkle z 1976 roku.

## Opis fabuły
Akcja filmu toczy się w Stanach Zjednoczonych w latach 60. XX wieku. Sparkle (Jordin Sparks) marzy o karierze muzycznej. Jej matka Emma (Whitney Houston) chce ustrzec ją przed brutalnością show-biznesu, ale dziewczyna nie rezygnuje z marzeń. Tworzy wokalne trio, które podbija rynek muzyczny. Przekonuje się o mrocznych stronach sukcesu.

## Obsada
- Jordin Sparks jako Sparkle Anderson
- Whitney Houston jako Emma Anderson
- Derek Luke jako Stix
- Mike Epps jako Satin Struthers
- Carmen Ejogo jako Tammy "Sister" Anderson
- Tika Sumpter jako Delores "Dee" Anderson
- Omari Hardwick jako Levioas Larry Robinson
- Terrence J jako Red
- Cee Lo Green jako Black

i inni